# Goran Filipec
Goran Filipec (Rijeka, 1981) es un pianista concertista croata.

## Biografía
En los albores de su carrera Goran Filipec ganó premios superiores en competiciones de piano internacional (José Iturbi International Music Competition en Los Ángeles en 2009; Concurso Internacional de Piano Parnassós en Monterrey, México en 2010; Gabala International Piano Competition en Azerbaiyán en 2009; Concorso Pianistico Internazionale Franz Liszt "Premio Mario Zanfi" en Parma en 2011;).
La carrera de Goran Filipec se desarrolla internacionalmente, habiendo actuado en el Carnegie Hall, en el Auditorio de Milán, en el Teatro Mariinski de San Petersburgo, en la Sala Nacional Béla Bartók en Budapest, en la Philharmonie de París y otras salas de concierto de Europa, Norteamérica, Centroamérica, Sudamérica, México y Japón.
Comenzó sus estudios de  piano en la academia Ino Mirkovich para más tarde especializarse en las escuelas superiores de música Hochschüle für Musik Köln, Oxana Yablonskaya Piano Institute, Conservatorio Estatal P. I. Chaikovski de Moscú y Royal Conservatoire of The Hague. Sus profesores más relevantes han sido Naum Grubert, Oxana Yablonskaya y Natalia Trull.

## Discografía
- 2016 Franz Liszt: Paganini Studies (CD)  /Naxos Records
- 2014 Ivo Maček: Complete piano works & Sonata for violin and piano (CD)  /Naxos Records
- 2012 Liszt’s anniversary resonances (2CD) / Goran Filipec Producciones
- 2006 Goran Filipec plays Rachmaninov & Mussorgsky (CD)  / Eroica Classical Recordings